# Универзитет Емори
Универзитет Емори (енгл. Emory University) је приватни универзитет у Атланти. Основан је 1836. године под називом Колеџ Емори, а основала га је Методистичка епископална црква која му је дала назив у част методистичком епископу Џону Еморију. Задужбина Универзитета Емори је на 15. месту по вредности међу универзитетима у САД.